# Гліколіпіди
Глі́коліпі́ди (англ. glycolipids) — органічні сполуки, в яких один чи більше моносахаридних залишків зв'язані глікозидним зв'язком з ліпідною частиною молекули. До них належать, наприклад, глікогліцероліпіди (мають один чи більше гліцеринових залишків), глікосфінголіпіди (містять принаймні один моносахарид і сфінгоїд — основу з довгим ланцюгом типу сфінгозину, цераміду), психозини (1-моноглікозил-сфінгоїди), фуколіпіди.
Природні містять 1,2-ди-О-ацилгліцероли, приєднані киснем через глікозидну ланку до карбогідратної частини (зазвичай моно-, ди- або трисахариду). Деякі речовини, класифіковані як бактеріальні гліколіпіди, мають сахарну частину ацильовану одною або більше жирними кислотами, а гліцерольна частина може бути відсутньою.

## Глікосфінголіпіди
Ці сполуки є етерами церамідів(N-ацетилсфінгозинів). В залежності від будови вуглеводневої частини молекули відбувається поділ на - цереброзиди, сульфатиди, глобозиди та гангліозиди.

## Глікогліцероліпіди
До цієї групи гліколіпідів належать естери гліцеролу та насичених і ненасичених ВКК. Гліцерол при атомі С3 етерним зв’язком сполучений з моно- або олігоцукрами. Такі гліколіпіди бувають моноглікозилдіацилгліцеролами, диглікозилдіацилгліцеролами тощо.

## Поліпренілфосфатоцукри
Являють собою естери вуглеводів (глюкози, манози, галактози, N-ацетилглюкозаміну, олігосахариду) з фосфатною або пірофосфатною кислотою, яка, у свою чергу, сполучена із залишком поліпренолу з кількістю ізопреноїдних ланок від 6 до 21.

## Ліпополіцукри
Гліколіпіди мікроорганізмів є змішаними біополімерами складної, часто різної будови, що включає у свою структуру ліпідну та полісахаридну частини, особливості будови якої залежать від виду бактерій. Ліпідна складова є здебільшого дисахаридом D-глюкозаміну, ланки якого сполучені β-1,6-зв’язком і до якого в положенні 1,4' приєднані залишки фосфатної кислоти.

## Сульфоліпіди
Ці сполуки можна розглядати як похідні гліколіпідів, в яких залишок сульфату утворює естерний зв'язок з гідроксилом вуглеводного компоненту.